# ヨーゼフ・ヴァグナー (版画家)
ヨーゼフ・ヴァグナー（Joseph Wagner、1706年 - 1780年）はドイツ生まれの版画家、版画出版工房の社主である。様々な画家の作品をもとに版画を制作し、出版した。

## 略歴
現在のバイエルン州、リンダウ郡のボーデン湖畔の町、Gestratzに生まれた。ヴェネツィアに移り、画家のヤコポ・アミゴーニ(Jacopo Amigoni: 1682-1752）の工房に入り弟子になった。アミゴーニとローマやボローニャを旅し、1730年代にはアミゴーニとイギリスで働いた。その後パリで、ローラン・カルス(Laurent Cars: 1699–1771) からも版画を学んだ。再び、イギリスに渡り、イギリスではジョージ2世の3人の王女の肖像版画などを制作した。
イギリスでの仕事を終えると、ヴェネツィアに戻り、工房を開き、版画作品を制作し販売し、また版画家を育成した。ヴァグナーの工房で学んだ版画家には、フランチェスコ・バルトロッツィやアントニオ・カペラン(Antonio Capellan: c.1740–1793)、ファビオ・バラルディ(Fabio Berardi: 1728–1788)、ジャン＝ジャック・フリパール(Jean-Jacques Flipart: 1719-1782)らがいた。ヴァグナーの工房を訪れたヴェネツィアの版画家、アーティストには Giambattista Brustolon、ジョヴァンニ・ヴォルパト、Cristoforo Dall'Acqua、Antonio Baratti、 Domenico Bernardo Zilotti、ジョヴァンニ・バッティスタ・ピラネージらがいた。

## 作品

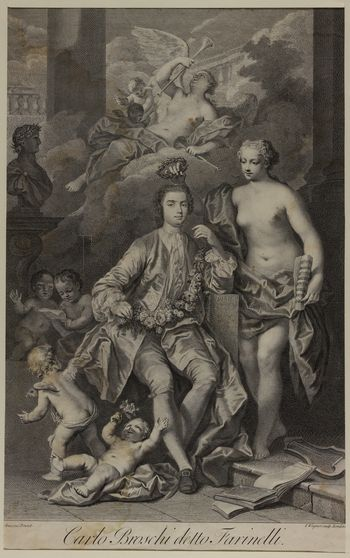
(原画)ヤコポ・アミゴーニ
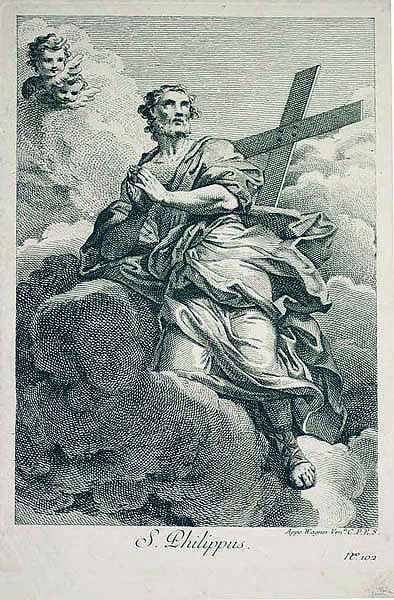
聖フィリポ
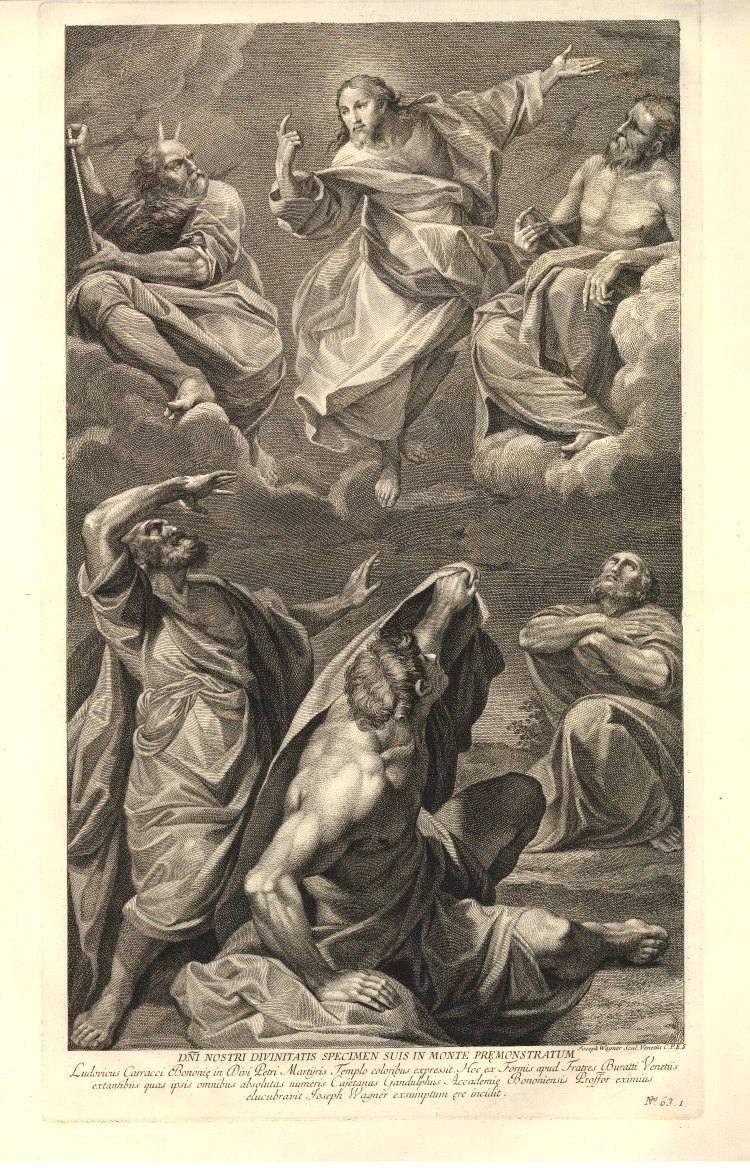
(原画)ルドヴィコ・カラッチ
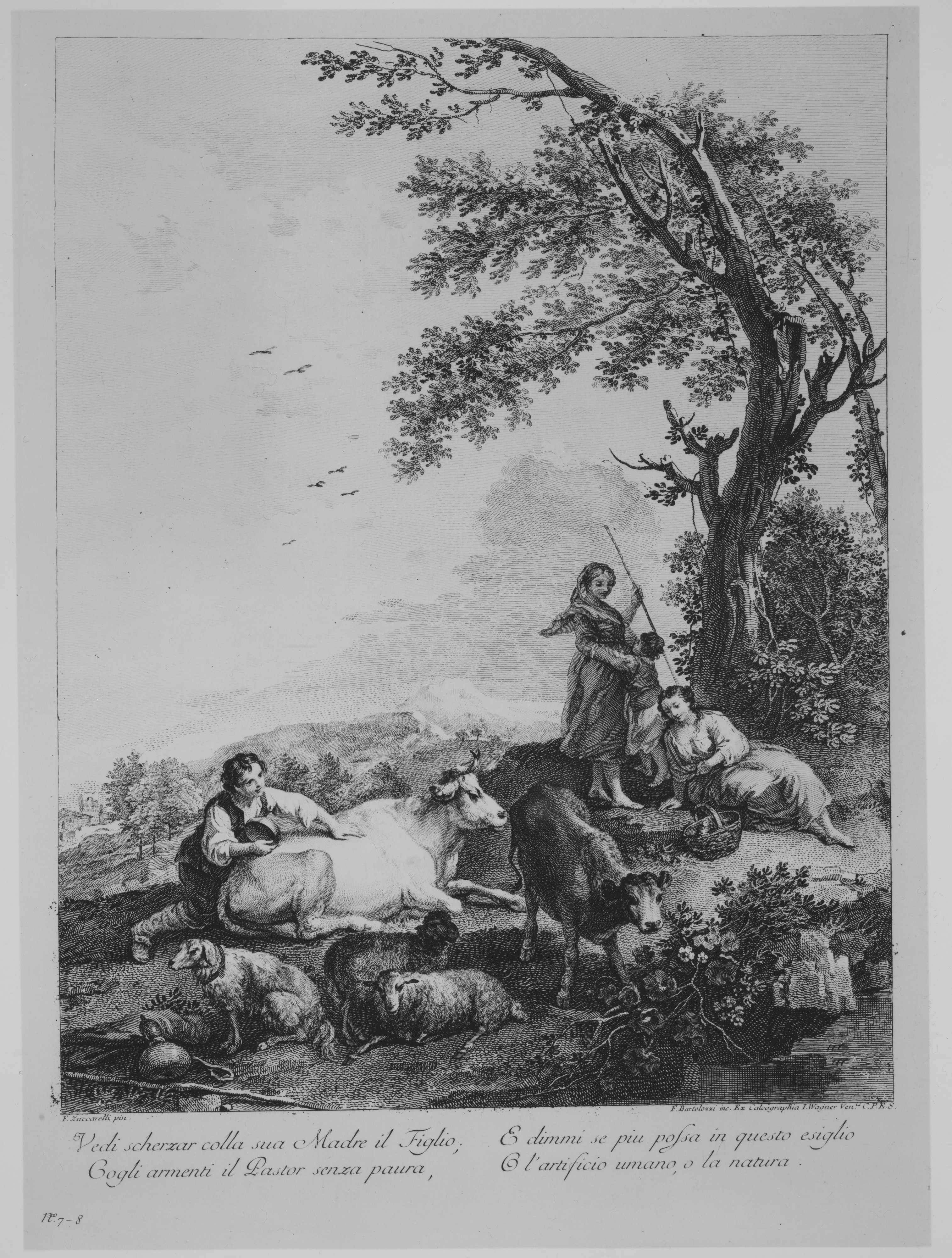
フランチェスコ・バルトロッツィらと共作